# Kristin McMillen
Kristin McMillen, född 1984, är en svensk journalist.
McMillen har tidigare arbetat som programledare i P4 Gävleborg och som reporter på Aftonbladet och Allt om Stockholm. Sedan 2016 jobbar hon som kulturreporter på Dagens ETC, där hon skrivit flera uppmärksammade personporträtt och krönikor, bland annat om mäns längdideal som uppmärksammades i både Göteborgs-Posten och Dagens Nyheter, samt var med i debatten om "kanskemännen". Hon har även medverkat i Sveriges Radios Lantzkampen.
McMillen är dotter till författaren Hans Persson och kompositören Karin Rehnqvist.